# Nemesia arenicola
Nemesia arenicola is een spinnensoort in de taxonomische indeling van de bruine klapdeurspinnen (Nemesiidae).
Nemesia arenicola werd in 1902 beschreven door Simon.